# Kunstpalast (Krakau)

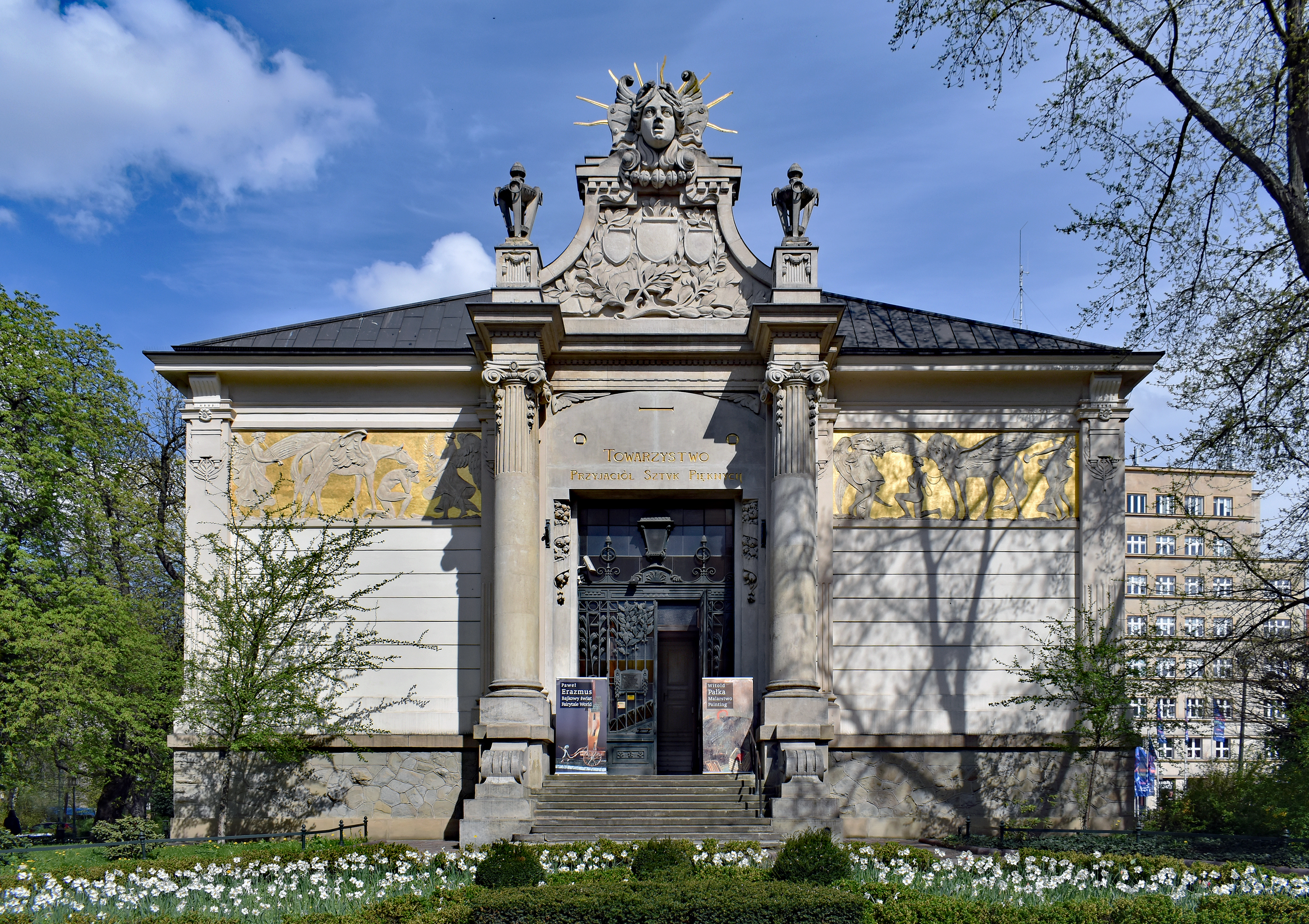
Seitenfasade

Der Kunstpalast ist ein Kunstpavillion im Jugendstil am Planty-Park in Krakau, Polen. 

## Geschichte
Der Kunstpalast wurde von 1898 bis 1901 nach einem Entwurf von Franciszek Mączyński für die Gesellschaft der Freunde der Schönen Künste in Krakau errichtet. Am Projekt arbeiteten auch die Künstler Jacek Malczewski, Antoni Madeyski, Konstanty Laszczka und Teodor Rygier. Er wird als Ausstellungspavillion und Kunstgalerie genutzt.